# Sveltonectes insolitus
Lo sveltonecte (Sveltonectes insolitus) è un rettile marino estinto, appartenente agli ittiosauri. Visse nel Cretaceo inferiore (Barremiano, circa 126 milioni di anni fa) e i suoi resti fossili sono stati ritrovati in Russia. 

## Descrizione
Questo animale era di dimensioni piuttosto ridotte se rapportate a quelle di altri ittiosauri simili, come Platypterygius, e la lunghezza doveva di poco superare i 3 metri. Come altri ittiosauri del Cretaceo, Sveltonectes possedeva una proiezione dell'osso nasale del cranio all'interno delle narici, un osso prefrontale che formava parte del margine della narice e un osso frontale che formava parte del margine della finestra sopratemporale. Una caratteristica peculiare di Sveltonectes era data dalla presenza di numerosi piccoli denti aguzzi, diversamente dagli altri ittiosauri cretacei, e da una regione prootica (la zona del cranio immediatamente prima dell'orecchio) insolitamente primitiva. Come molti altri ittiosauri, Sveltonectes possedeva un profilo altamente idrodinamico e zampe simili a pagaie allargate. 

## Classificazione
Sveltonectes è noto grazie a un fossile quasi completo, comprendente anche il cranio, rinvenuto in una località ignota della regione di Ul'yanosk, nella Russia occidentale. I fossili sono stati descritti per la prima volta nel 2011, e sono stati attribuiti a un nuovo genere e a una nuova specie di ittiosauri del gruppo degli oftalmosauridi (comprendente gli ittiosauri più specializzati). In particolare, Sveltonectes condivide numerose caratteristiche con la sottofamiglia dei Platypterygiinae, un gruppo di oftalmosauridi dalle orbite piccole e dal cranio allungato. Sembra che il più stretto parente di Sveltonectes possa essere stato Aegirosaurus. Un altro ittiosauro descritto nella stessa regione da Bogolubov nel 1909, noto come "Ichthyosaurus" steleodon, è considerato un nomen dubium e rappresenta un animale grande il doppio di Sveltonectes e più robusto.

## Paleobiologia
La piccola taglia, il cranio sottile e la potente muscolatura indicano che Sveltonectes era un nuotatore forte e veloce, mentre le caratteristiche dei denti, ben distinte da quelle di altri ittiosauri del periodo, indicano che questo animale potrebbe essersi nutrito in modo differente da quello di altri oftalmosauridi cretacei.

## Significato del nome
Il nome generico Sveltonectes deriva dal greco sveltos ("agile") e nektes ("nuotatore"), in riferimento alle probabili caratteristiche dello stile di vita di questo animale. L'epiteto specifico, insolitus, è in riferimento alle numerose caratteristiche inusuali di questo ittiosauro, ad esempio la dentatura.